# Eleonora Maria Anhalt-Bernburg
Eleonore Marie (ur. 7 sierpnia 1600 w Ambergu, zm. 17 lipca 1657 w Strelitz) – księżniczka Anhalt-Bernburg oraz poprzez małżeństwo księżna Meklemburgii-Güstrow. Pochodziła z dynastii askańskiej.
Była córką księcia Anhalt-Bernburg Chrystiana I i jego żony księżnej Anny. 
7 maja 1626 w Güstrow poślubiła dwukrotnie owdowiałego księcia Meklemburgii-Güstrow Jana Alberta II, zostając jego trzecią żoną. Para miała pięcioro dzieci:
- księżniczkę Annę Zofię (1628-1669)
- księcia Jana Chrystiana (1629-1631)
- księżniczkę Eleonorę (1630-1631)
- Gustawa Adolfa (1633-1695), kolejnego księcia Meklemburgii-Güstrow
- księżniczkę Ludwikę (1635-1648)